# Эсанов, Шерзод Дилшодович
Шерзо́д Дилшо́дович Эса́нов (узб. Sherzod Dilshod oʻgʻli Esanov; род. 1 февраля 2003, Навои) — узбекистанский футболист, полузащитник.

## Клубная карьера
Родился в Навои.
Воспитанник клуба Кызылкум.
В 2021 году присоединился к клубу Второй лиги «Чигатай»
12 января 2022 года пополнил состав клуба «Андижан». 6 марта 2022 года в матче Про-лиги против клуба «Заамин» дебютировал в профессиональном футболе. В сезоне 2022 с клубом стал победителем первенства и вышел в Суперлигу.
3 апреля 2023 года дебютировал в чемпионате Узбекистана в матче против ташкентского «Олимпика».
11 июля 2023 года был арендован ташкентским «Олимпиком».
23 июля 2024 года перешёл в российский клуб «Акрон». 30 июля 2024 года дебютировал за команду в матче Кубка России против «Рубина». 3 августа 2024 года дебютировал в чемпионате России в матче против московского «Динамо». 24 июля 2025 года контракт с «Акроном» был расторгнут по соглашению сторон.

## Карьера в сборной
В составе сборной Узбекистана (до 20 лет) стал обладателем Кубка Азии 2023, отыграв на турнире 5 матчей.
На летних Азиатских играх 2022 в составе сборной Узбекистана завоевал бронзовые медали, став одним из лучших бомбардиров команды с 2 мячами.

## Статистика выступлений
| Выступление      | Выступление      | Выступление      | Лига | Лига | Кубки | Кубки | Итого | Итого |
| Клуб             | Лига             | Сезон            | Игры | Голы | Игры  | Голы  | Игры  | Голы  |
| ---------------- | ---------------- | ---------------- | ---- | ---- | ----- | ----- | ----- | ----- |
| Андижан          | Про-лига         | 2022             | 16   | 2    | 1     | 1     | 17    | 3     |
| Андижан          | Суперлига        | 2023             | 5    | 0    | 0     | 0     | 5     | 0     |
| Андижан          | Суперлига        | 2024             | 11   | 1    | 4     | 1     | 15    | 2     |
| Андижан          | Итого            | Итого            | 32   | 3    | 5     | 2     | 37    | 5     |
| → Олимпик        | Суперлига        | 2023             | 11   | 1    | 2     | 0     | 13    | 1     |
| → Олимпик        | Итого            | Итого            | 11   | 1    | 2     | 0     | 13    | 1     |
| Акрон            | РПЛ              | 2024/25          | 9    | 0    | 7     | 1     | 16    | 1     |
| Акрон            | Итого            | Итого            | 9    | 0    | 7     | 1     | 16    | 1     |
| Всего за карьеру | Всего за карьеру | Всего за карьеру | 52   | 4    | 14    | 3     | 66    | 7     |

## Достижения
«Андижан»
- Победитель Про-лиги: 2022
- Итого : 1 трофей

Сборная Узбекистана (до 20)
- Обладатель Кубка Азии (до 20 лет): 2023[англ.]
- Итого : 1 трофей

Сборная Узбекистана (до 23)
- Бронзовый призёр Летних Азиатских игр: 2022